# Ламанов, Владимир Александрович
Владимир Александрович Ламанов (род. 20 ноября 1992, Кстово, Нижегородская область) — украинский, а затем российский спортсмен, чемпион и призёр чемпионатов России по боевому самбо, чемпион Европы и мира по боевому самбо, Заслуженный мастер спорта России. Выступает в легчайшей весовой категории (до 52 кг). Родился и живёт в городе Кстово.

## Выступления на чемпионатах страны
- Чемпионат России по боевому самбо 2017 — ;
- Чемпионат России по самбо 2019 — ;
- Чемпионат России по самбо 2020 — ;
- Кубок России по самбо 2023 — ;